# تاكويا أوكي
تاكويا أوكي مواليد 16 سبتمبر 1989 في تاكاساكي، غونما، اليابان، هو لاعب كرة قدم ياباني يلعب لنادي أوراوا رد دايموندز كلاعب وسط.

## المسيرة الاحترافية

### أندية لعب لها
- أوميا أرديجا
- أوراوا رد دايموندز

## روابط خارجية
- تاكويا أوكي على موقع الاتحاد الدولي (مؤرشف)  (الإنجليزية)
- تاكويا أوكي على موقع رابطة كرة القدم اليابانية للمحترفين (اليابانية)
- تاكويا أوكي على موقع إي إس بي إن إف سي (الإنجليزية)
- تاكويا أوكي على موقع قاعدة بيانات كرة القدم.إي يو (الإنجليزية)
- تاكويا أوكي على موقع Soccerbase.com (لاعب) (الإنجليزية)
- تاكويا أوكي على موقع Soccerway.com (الإنجليزية)
- تاكويا أوكي على موقع عالم كرة القدم.نت (الإنجليزية)